# Wilfried Balima
Wilfried Benjamin Balima (ur. 20 marca 1985 w Bobo-Dioulasso) – burkiński piłkarz grający na pozycji pomocnika.

## Kariera klubowa
Karierę piłkarską Balima rozpoczął w klubie US Wagadugu ze stolicy kraju Wagadugu. Następnie w 2003 roku awansował do kadry pierwszej drużyny i wtedy też zadebiutował w pierwszej lidze burkińskiej. W 2005 roku zdobył z nim Puchar Burkiny Faso, a następnie Superpuchar Burkiny Faso.
W 2005 roku Balima podpisał kontrakt z mołdawskim Sheriffem Tyraspol. W latach 2006–2009 czterokrotnie z rzędu wywalczył mistrzostwo Mołdawii. W latach 2006, 2008 i 2009 trzykrotnie zdobył Puchar Mołdawii, a w 2009 roku wygrał też Puchar Mistrzów WNP. W 2010 roku został mistrzem Mołdawii po raz piąty.
| Sezon   | Klub             | Kraj         | Rozgrywki         | Mecze | Bramki |
| ------- | ---------------- | ------------ | ----------------- | ----- | ------ |
| 2003/04 | US Wagadugu      | Burkina Faso | Superdivision     | ?     | ?      |
| 2004/05 | US Wagadugu      | Burkina Faso | Superdivision     | ?     | ?      |
| 2005/06 | Sheriff Tyraspol | Mołdawia     | Divizia Națională | 14    | 5      |
| 2006/07 | Sheriff Tyraspol | Mołdawia     | Divizia Națională | 24    | 3      |
| 2007/08 | Sheriff Tyraspol | Mołdawia     | Divizia Națională | 27    | 4      |
| 2008/09 | Sheriff Tyraspol | Mołdawia     | Divizia Națională | 23    | 1      |
| 2009/10 | Sheriff Tyraspol | Mołdawia     | Divizia Națională | 18    | 3      |
| 2010/11 | Sheriff Tyraspol | Mołdawia     | Divizia Națională | 31    | 6      |

## Kariera reprezentacyjna
W reprezentacji Burkiny Faso Balima w 2004 roku. W 2010 roku został powołany do kadry na Puchar Narodów Afryki 2010.